# Nicolaas Copernicus-universiteit
De Nicolaas Copernicus-universiteit (Pools: Uniwersytet Mikołaja Kopernika) is een universiteit in de Noord-Poolse stad Toruń. De universiteit is genoemd naar Nicolaas Copernicus die hier in 1473 werd geboren.

## Geschiedenis
Het begin van academische studie in Toruń was met de stichting in 1568 van het gymnasium. Dit was een van de eerste universiteiten van Noord-Polen. De eerste plannen voor de vorming van een universiteit naar meer modernere maatstaven begon in de negentiende eeuw. Het kwam toen echter niet tot realisatie, evenmin later, toen er plannen waren tijdens het Interbellum.
Wel kwam in 1920 een verklaring uit van de Nationale Arbeiderspartij die de in Toruń geboren Nicolaas Copernicus naar voren schoof als patroon van de universiteit. Voor dit doel vestigden zich een aantal onderwijsgenootschappen in de stad. In 1938 leek het door te gaan, toen besloten werd dat de universiteit zou worden gesticht als een filiaal van de Adam Mickiewicz-Universiteit in Poznań. De bouw werd gepland in 1940, maar werd tegengehouden door de komst van de Tweede Wereldoorlog. De stichting van de universiteit vond uiteindelijk na de oorlog plaats, op 24 augustus 1945.

## Faculteiten
- Faculteit voor Biologie en Aardwetenschappen
- Faculteit voor Economie en Management
- Faculteit voor Farmacie
- Faculteit voor Geesteswetenschappen
- Faculteit voor Geneeskunde
- Faculteit voor Geschiedenis
- Faculteit voor Gezondheidszorg
- Faculteit voor Natuurkunde, Astronomie en Toegepaste Informatica
- Faculteit voor Onderwijswetenschappen
- Faculteit voor Rechtswetenschappen en Bedrijfsadministratie
- Faculteit voor Scheikunde
- Faculteit voor Schone Kunsten
- Faculteit voor Talen
- Faculteit voor Theologie
- Faculteit voor Wiskunde en Informatica